# Ithomia soligera
Ithomia soligera är en fjärilsart som beskrevs av Köhler 1929. Ithomia soligera ingår i släktet Ithomia och familjen praktfjärilar. Inga underarter finns listade i Catalogue of Life.